# Reichsluftfahrtministerium
El Ministeri nacional de l'Aviació (alemany: Reichsluftfahrtministerium, abreujat RLM) er un minister del govern del Tercer Reich durant el període de l'Alemanya Nazi (1933 - 1945). És també el nom de l'edifici Detlev-Rohwedder-Haus al carrer Wilhelmstrasse, al centre de Berlín a Alemanya, que avui acull el Ministeri federal de Finances (Bundesministerium der Finanzen).
El Ministeri estava coordinava el desenvolupament i la producció de tots els avions dissenyats i construïts a Alemanya nazi durant. Supervisava tots els assumptes relacionats tant dels dissenys militars com civils i va gestionar les qüestions d'aviació militar com a prioritat principal, especialment per a la Força aèria. Com era característic dels departaments governamentals de l'època nazi, el Ministeri era sotmesa a la direcció personal del Reichsmarschall Hermann Göring, i molt sovint es van ignorar els procediments formals a favor dels capricis del ministre. Com a resultat, el desenvolupament d'aeronaus va progressar de manera lenta i erràtica i els primers resultats es van fer esperar.

## Història

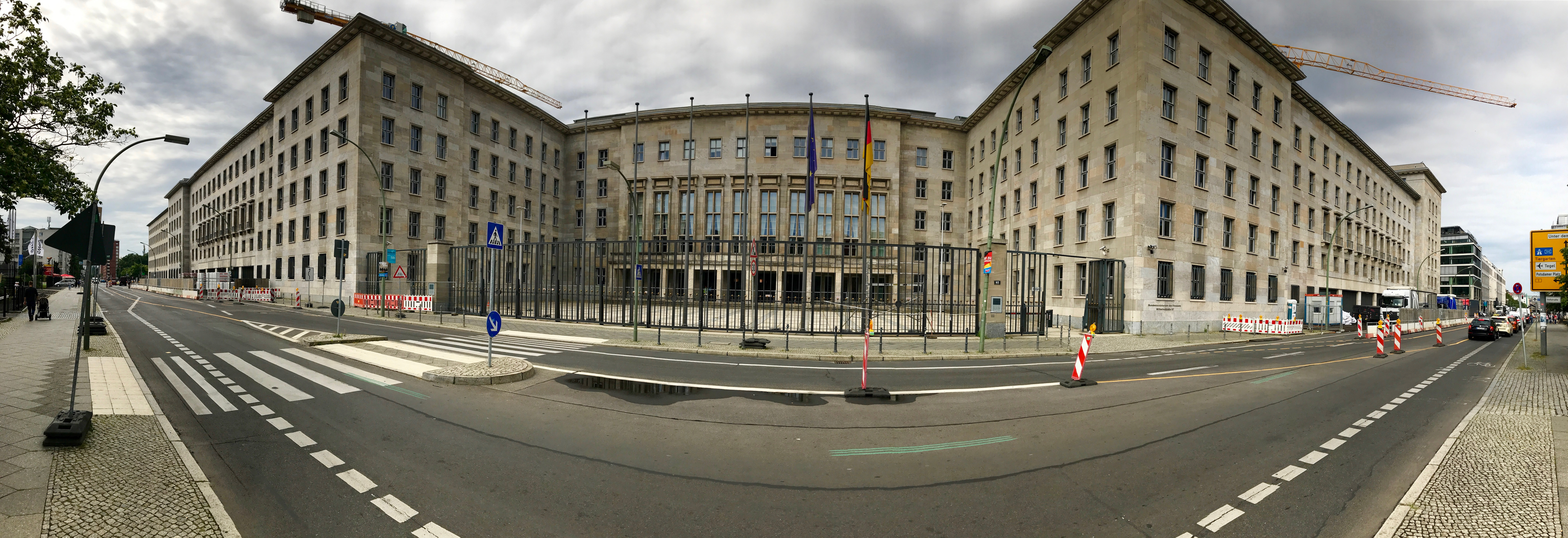
Edifici del Reichsluftfahrtministerium al 2017

El ministeri es va formar a l'abril de 1933 des del Comissariat per a l'aviació del Reich, que s'havia constituït dos mesos abans amb Göring al capdavant. En aquesta primera fase, el Ministeri era poc més que el personal de Goering. Una de les seves primeres accions va ser requisar el control de totes les patents i empreses d l'enginyer aeronàutic Hugo Junkers. Aquests incloïen tots els drets sobre els avions Junkers Ju 52. El setembre de 1933 es va reorganitzar per a reduir les duplicacions d'esforços entre departaments. Els canvis principals van ser el de deixar les organitzacions de personal i de desenvolupament tècnic fora del Allgemeine Luftamt (LB) i convertir-les en departaments complets pel seu compte. El resultat va ser una col·lecció de sis departaments: Luftkommandoamt (LA) Oficina del Comandament Aeri, Allgemeine Luftamt (LB) Oficina General de l'Aire, Technisches Amt (LC) Oficina Tècnica, més conegut com el C-amt que era l'encarregat de tota la investigació i desenvolupament però que no tenia una forma clara de rebre i actuar sobre les peticions del personal de combat de primera línia de la Luftwaffe per millorar la seva tecnologia d'aviació i armes, com es veuria durant la Segona Guerra Mundial, el Luftwaffenverwaltungsamt (LD) per a la construcció, Luftwaffepersonalamt (LP) per a formació i personal, i el Zentralabteilung (ZA), Comandament central. El 1934 es va afegir un departament addicional, el Luftzeugmeister (LZM) encarregat de la logística.
Amb el ràpid creixement de la Luftwaffe després de l'esclat de la Segona Guerra Mundial el 1939, el Ministeri es va fer tan gran que Göring ja no era capaç de mantenir-ne el control. Aquest període va estar marcat per una incapacitat creixent de lliurar els nous dissenys d'aeronaus que es necessitaven desesperadament, així com per la continua escassetat d'aeronaus i motors. El 1943 Albert Speer es va fer càrrec de la producció, i les coses van millorar immediatament. La producció va assolir els màxims nivells el 1943 i el 1944. El RLM, però, mai va superar l'escassetat de matèries primeres i el subministrament de combustible, la manca de pilots experimentats i els dèficits en tecnologia i coneixements que havien disminuït. des del començament de la guerra. L'edifici del Ministeri va ser un dels pocs edificis públics del centre de Berlín per sobreviure als greus bombardejos aliats el 1944-45.

## Distintius oficials

### Ministre de l'Aviació del Reich
El 5 de maig de 1933 es va fundar el Ministeri de l'Aire alemany, amb Hermann Göring com a ministre de l'aviació del Reich (Reichsluftfahrtminister). Això va introduir una bandera de comandament.
La bandera consistia en un teixit vermell brillant, i centrada una corona de llor d'argent. En en el seu centre una àliga negre. Suspesa de la base de la corona de llor la medalla Pour le Mérite. Del darrera de la corona de llor sortien dues ales quatre plomes platejades ascendents. En diagonal sortien 4 franges blanques borejades de negre amb l'esvàstica negre. El revers consistia amb el mateix però amb l'esvàstica i les àligues amb les posicions intercanviades. Aquesta bandera va estar en ús fins a finals de 1935.

Reichsluftfahrtminister 1933 – 1935 (anvers)
Reichsluftfahrtminister 1933 – 1935 (revers)

### Ministre de l'Aviació del Reich i Comandant en Cap de la Luftwaffe
El 26 de febrer de 1935, Hitler crea oficialment la Luftwaffe amb Hermann Göring com a Comandant en Cap (Oberbefehlshaber der Luftwaffe). A final de 1935 es va oficialitzar una nova bandera. Semblant al disseny anterior però en l'anvers es canviava l'àliga per una esvàstica daurada i les quatre esvàstiques dels cantons es substituïen per 4 àligues de la Luftwaffe daurades. Es van retirar les ales platejades que sortien de darrera la corona de llor. A la bandera se li va afegir una vora daurada amb 76 petites esvàstiques daurades. Al revers es posà l'àliga de la Luftwaffe al centre i 4 esvàstiques daurades a cada cantonada. Quan Goring va ser ascendit a Generalfeldmarschall (mariscal de camp) es van afegir els bastons de comandament creuats sobre la medalla «Pour le Mérite» a l'anvers. El revers va quedar igual.

Reichsluftfahrtminister 1935 – 1938 (anvers)
Reichsluftfahrtminister 1935 – 1938 (revers)